# Édifice Jean-Talon (Ottawa)
L'édifice Jean Talon est un immeuble de bureaux du gouvernement fédéral situé à Ottawa, en Ontario, au Canada. Il fait partie du complexe du gouvernemental du pré Tunney. Il abrite Statistique Canada avec l'immeuble principal voisin et l'immeuble RH Coats.
Initialement appelé simplement Édifice du Recensement, il a été renommé en l'honneur de Jean Talon, l'intendant de la Nouvelle-France qui a organisé le premier recensement mené dans ce qui est aujourd'hui le territoire canadien. L'édifice Jean-Talon de 13 étages a été construit en 1979 pour loger le personnel du recensement et pour entreposer le papier, les fournitures et l'équipement nécessaires à la réalisation des enquêtes de Statistique Canada.
L'édifice Jean Talon possède la plus grande superficie brute de tous les bâtiments de Tunney's Pasture[réf. nécessaire]. L'intérieur est orné de The Great Canadian Equalizer, une fresque murale de l'artiste Jerry Grey.